# Expedició Gómez
L'expedició Gómez fou una de les campanyes de la primera guerra carlina.

## L'expedició
El general carlí Miguel Gómez Damas, que havia pres Oviedo, sortí, amb vuit batallons d'infanteria i quatre peces d'artilleria, però pràcticament sense cavalleria en expedició per prendre Madrid, i es dirigí a l'encontre de Ramon Cabrera per unir les seves forces, que incloïen a Josep Miralles Marín el Serrador i Joaquín Quílez en l'intent, disposant d'un total d'onze batallons d'infanteria. Arribà el 16 de setembre de 1836 i el 19 a Villarrobledo, molt proper de la carretera de la Cort. Isidro Alaix, que coneixia tots els moviments del general carlí, malgrat disposa de forces inferiors a les de l'enemic, sortí al seu encontre, derrotant-lo a la batalla de Villarrobledo, i abandonant la idea d'atacar Madrid, però en una acció d'audàcia dirigida per Cabrera, es conquerí la ciutat de Còrdova. Arribats a Extremadura, les diferències amb Gómez i la presa cristina de Cantavella van fer que aquest l'obligués a abandonar-la amb una petita escorta, això si, quedant-se Gómez amb tots els batallons de Cabrera.

## Conseqüències
Cantavella, en absència de Cabrera i les seves tropes, fou presa per Evaristo San Miguel, privant els carlins del Maestrat de la seva fàbrica d'artilleria. Ramon Cabrera i llavors, es dirigí a Cantavella però en el camí fou derrotat en la batalla de Rincón de Soto i ferit Arévalo de la Sierra, i no pogué recuperar-la fins a l'abril de 1837.